# Шабрінський біологічний заказник
Шабрінський біологічний заказник — біологічний заказник в Білорусі в західній частині  Добруського району Гомельської області. Площа 3,3 тисячі га. Створений в 1978 році з метою охорони дикорослих лікарських рослин. На землях заказника забороняється проведення осушувальних робіт, видобуток торфу, випасання худоби і сінокосіння раніше строків, які забезпечують насінне поновлення рослин, а також збір ягід (чорниці, брусниці та інших) за допомогою механічних пристроїв (гребінок, скребків та інших). Скасований в 2007 році.